# Campeonato Catarinense de Futebol Feminino de 2013
O Campeonato Catarinense de Futebol Feminino de 2013 é a 7ª edição do principal torneio catarinense entre clubes na categoria feminina. A competição inicia em 1 de setembro com previsão de término para 20 de outubro.
A princípio a competição seria disputada por seis equipes,. como nos outros anos, mas acabou com apenas quatro inscritas.

## Regulamento
O campeonato é disputado em 3 fases de Turno, Returno e Final.

### Turno
As equipes jogam todas entre si, somente em jogos de ida, com contagem de pontos corridos, classificando-se para a 3 ª Fase (FINAIS), apenas a primeira colocada. A equipe que terminar esta Fase em primeiro lugar, é considerada a CAMPEÃ da 1ª Fase (TURNO).

### Returno
As equipes também jogam todas entre si, somente em jogos de volta, invertendo-se apenas o mando de campo dos jogos da 1ª Fase (TURNO), com contagem de pontos corridos, classificando-se para a 3 ª Fase (FINAIS), apenas a primeira colocada. A equipe que terminar esta Fase em primeiro lugar, é considerada a CAMPEÃ da 2ª Fase (RETURNO).

### Finais
É disputada pelas equipes que forem consideradas Campeães das 1ª e 2ªs Fases (TURNO e RETURNO). Caso uma mesma equipe seja considerada campeã das 1ª e 2ªs Fases (TURNO e RETURNO), é classificada para a disputa desta 3ª Fase (FINAIS) a equipe de melhor índice técnico, que, excluída a campeã das 1ª e 2ªs Fases (TURNO e RETURNO), obtiver o maior número de pontos ganhos na soma daquelas Fases (TURNO e RETURNO). É mandante do jogo de volta (segunda partida) a equipe que porventura for considerada CAMPEÃ das 1ª e 2ªs Etapas (TURNO e RETURNO). Se as equipes campeãs das 1ª e 2ª Fases (TURNO e RETURNO) forem distintas, é mandante do jogo de volta (segunda partida) a equipe que obteve o maior número de pontos ganhos na soma das 1ª e 2ªs Fases (TURNO e RETURNO). É considerada vencedora da 3ª Fase (FINAIS) a equipe que, após o jogo de volta (segunda partida), obtiver o maior número de pontos ganhos. Se, ao final do jogo de volta (segunda partida), as equipes terminem a disputa empatadas em número de pontos ganhos, independente do saldo de gols e de outros índices técnicos, deve haver a disputa de uma prorrogação de 30 minutos, em dois tempos de 15 para se conhecer a vencedora desta 3ª Fase (FINAIS). Caso as equipes terminem a prorrogação do jogo de volta empatadas, é considerada vencedora desta 3ª Fase (FINAIS) a equipe mandante do jogo de volta (segunda partida). A equipe que for a vencedora desta 3ª Fase (FINAIS), é considerada a CAMPEÃ CATARINENSE DE FUTEBOL FEMININO DE 2011 e tem vaga para representar o estado na Copa do Brasil de Futebol Feminino de 2014.

### Critérios de Desempate
- Maior número de vitórias;
- Maior saldo de gols;
- Maior número de gols pró;
- Confronto direto, somente no caso de empate entre 2 (duas) associações;
- Menor número de cartões vermelhos recebidos;
- Menor número de cartões amarelos recebidos;
- Sorteio público.[2]

## Equipes Participantes
| Equipe       | Município      | Em 2012 | Estádio                       | Capacidade | Títulos (último) |
| ------------ | -------------- | ------- | ----------------------------- | ---------- | ---------------- |
| Beira-Rio    | Itapoá         | ---     | Municipal de Itapoá           | ---        | ---              |
| Kindermann   | Caçador        | 1º      | Carlos Alberto da Costa Neves | 6.500      | 4 (2012)         |
| Olympya      | Jaraguá do Sul | 2º      | ARSEPUM                       | ---        | 1 (2007)         |
| Vasto Verde¹ | Blumenau       | ---     | Vasto Verde                   | ---        | ---              |

1. A equipe de Blumenau Vasto Verde, se uniu ao Clube Atlético Metropolitano para a disputa do Estadual de 2013.

## Turno
|  |                   |
|  | Campeão do Turno. |

## Returno
|  |                     |
|  | Campeão do Returno. |

## Confrontos
Para ler a tabela, a linha horizontal representa os jogos da equipe como mandante. A coluna vertical indica os jogos da equipe como visitante.
Jogos do Turno estão em vermelho e os jogos do Returno estão em azul.
|             | BEI  | KIN  | OLY | VAS |
| ----------- | ---- | ---- | --- | --- |
| Beira-Rio   | —    | 0–9  | 3–0 | 0–3 |
| Kindermann  | 22–0 | —    | 6–0 | 8–1 |
| Olympya     | 12–0 | 0–3  | —   | 1–5 |
| Vasto Verde | 9–0  | 0–10 | 2–0 | —   |

| Vitória do mandante | Vitória do visitante | Empate |

## Classificação geral
|  |                                       |
|  | Melhor campanha em toda a competição. |

## Desempenho por Rodada
Clubes que lideraram a classificação geral ao final de cada rodada:
| Rodadas | Rodadas | Rodadas | Rodadas | Rodadas | Rodadas | Rodadas |
| Turno   | Turno   | Turno   | Turno   | Returno | Returno | Returno |
| ------- | ------- | ------- | ------- | ------- | ------- | ------- |
| 1       | 1       | 2       | 3       | 4       | 5       | 6       |
| KIN     | VAS     | KIN     | KIN     | KIN     | KIN     | KIN     |

Clubes que ficaram na última posição da classificação geral (fase inicial) ao final de cada rodada:
| Rodadas | Rodadas | Rodadas | Rodadas | Rodadas | Rodadas | Rodadas |
| Turno   | Turno   | Turno   | Turno   | Returno | Returno | Returno |
| ------- | ------- | ------- | ------- | ------- | ------- | ------- |
| 1       | 1       | 2       | 3       | 4       | 5       | 6       |
| BEI     | OLY     | BEI     | BEI     | BEI     | BEI     | BEI     |

## Final
O time de melhor campanha na classificação geral, teve o direito do mando de campo na segunda partida da final, além da vantagem do resultado de empate ao final dos critérios de desempate.

### Primeiro jogo
| 20 de outubro | Vasto Verde | 0 – 3  | Kindermann                      | Estádio Vasto Verde, Blumenau |
| 16h00         |             | Súmula | 10' Andressa · 26', 30' Palermo | Árbitro: Marcelo Segalla      |

### Segundo jogo
| 27 de outubro | Kindermann                                                | 6 – 0  | Vasto Verde | Estádio Carlos Alberto Costa Neves, Caçador |
| 16h00         | Camila 25' · Palermo 32', 43' · Elisa 59', 72' · Gabi 77' | Súmula |             | Árbitro: Marcus de Souza                    |

## Campeão geral
| Campeonato Catarinense de Futebol Feminino de 2013 |
| -------------------------------------------------- |
| Kindermann 6º Título                               |

## Principais artilheiras[4]
| Gols | Jogador  | Clube       |
| ---- | -------- | ----------- |
| 10   | Andressa | Kindermann  |
| 9    | Elisa    | Kindermann  |
| 6    | Fabianne | Kindermann  |
| 5    | Patrícia | Kindermann  |
| 5    | Vanessa  | Vasto Verde |
| 4    | Ariane   | Kindermann  |
| 4    | Djenifer | Kindermann  |
| 4    | Mayara   | Kindermann  |
| 3    | Daniela  | Kindermann  |
| 3    | Edina    | Olympya     |
| 3    | Marise   | Olympya     |
| 3    | Palermo  | Kindermann  |
| 3    | Tuani    | Kindermann  |